# Nová Dedina
Nová Dedina („Neues Dorf“) ist eine Gemeinde in der Mittelslowakei.
Sie entstand 1960 aus den Orten Tekovská Nová Ves (deutsch Neudorf) und Opatová (deutsch Opatowetz).
1974 kam der Ort Gondovo dazu, außerdem gehören noch die Siedlungen Svätý Kríž (deutsch Heiligenkreutz) und Kamenec zum Gemeindegebiet.

## Bevölkerung
| Jahr                | 1994 | 2004    | 2014    | 2024    |
| ------------------- | ---- | ------- | ------- | ------- |
| Anzahl der Personen | 1588 | 1540    | 1524    | 1455    |
| Unterschied         |      | −3,02 % | −1,03 % | −4,52 % |

| Jahr                | 2023 | 2024    |
| ------------------- | ---- | ------- |
| Anzahl der Personen | 1452 | 1455    |
| Unterschied         |      | +0,20 % |